# طرطان

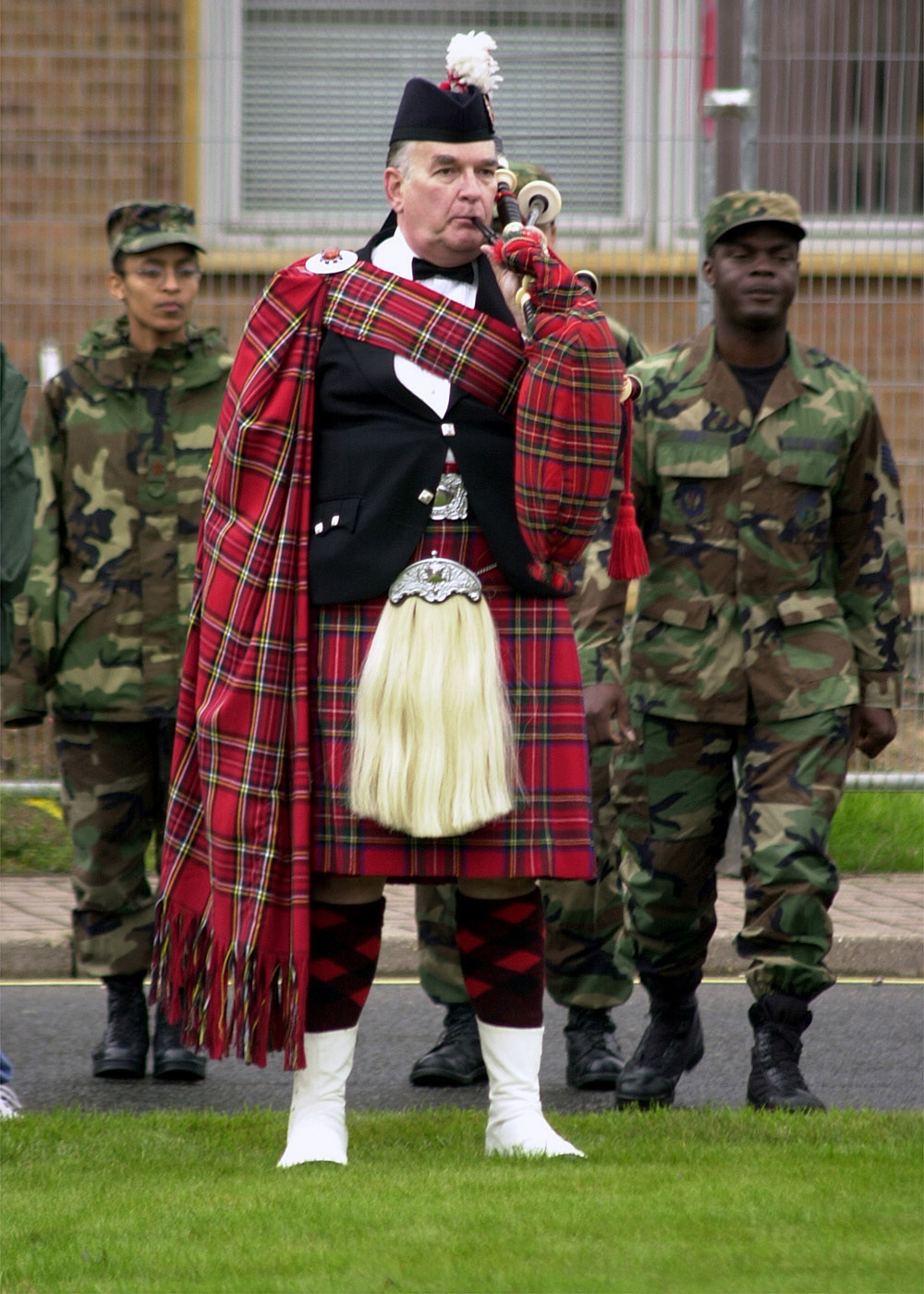
رجل يرتدي ستيوارت من قماش طرطان

الطَّرْطَان (بالإنجليزية: Tartan)، نوع من القماش الصوفي الطويل الذي ابتدعه الإسكتلنديون. يشتمل تصميم الطرطان علي خطوط ذات عرض متنوع وذات ألوان مختلفة. تتقاطع الخطوط وفقاً لزوايا قائمة على خلفية من الألوان الثابتة. وللقبائل الإسكتلندية، وبالذات تلك التي تعيش في المرتفعات، أزياؤها المصنوعة من نوع خاص من الطرطان، كما أن كتائب الجيش تستخدم الطرطان أيضاً. أصبحت كلمة الطرطان في الولايات المتحدة تشمل، الأقمشة والملابس المصنوعة وفقاً لتصميمات الطرطان.
والقماش الذي يُصنع منه الطرطان يكون عادة من الصوف. وكل تصميم من تصميمات الطرطان يسمى السيت ويمكن أن يختلف شكل السيت باختلاف الاستعمال المنشود. غير أن النِّسب بين الخطوط يجب أن تظل ثابتة مهما بلغت درجة الاختلاف في حجم السيت. يمكن أن تختلف ظلال ألوان السيت من اللون الباهت إلى الغامق.
يرتدي سكان المرتفعات في إسكتلندا الطرطان والكلتية؛ وهو لباس يشبه التنورة ويمتد إلى مستوى الركبة. ويمكن أن تضاف قطعة علي الكتف الأيسر تُعرف بالبليد، والبليد هو الدثار، ويتم تثبيتها بمشبك على الكتف. أما الأجزاء الأخرى المكونة لهذا الزي فتشتمل على حقيبة خاصة تتدلى على الجزء الأمامي من الطرطان، كما تشمل نوعاً من الدوبليت (الجاكيت) قد ترافقها قلنسوة. و يمكن أن تكون الجوارب من نفس طابع الطرطان، كما يجب أن تكون الأحذية ذات كعب منخفض. وفي بعض الحالات تستعمل بناطيل تسمى تروز بدلاً عن الكلِتية. وهذه تستعملها كتائب الجيش في منخفضات إسكتلندا.
ويرجع لبس الملابس ذات المربعات المطرزة إلى عهود قديمة؛ فالأيرلنديون، والبريطانيون، والكاليدونيون الذين كانوا يسكنون في إسكتلندا، والسلتيون في أوروبا ـ كلهم كانوا يستخدمون هذه الملابس. وأول إشارة للطرطان في الأدب الإسكتلندي كانت في القرن الثالث عشر. وفي الأصل ارتبط الطرطان بالأقاليم في إسكتلندا، لكنه استعمل فيما بعد ليميز العشيرة أو الأسرة الرئيسية في منطقة بعينها. ويُستعمل مزيد من الخطوط الإضافية في بعض أنواع تصميمات الطرطان ليمكن التعرف على رتبة من يرتديه.
كان الكلتية والبليد أجزاء من قطعة واحدة كبيرة في قماش الطرطان، يقوم من يرتديها بلفها وتجميعها حول الخصر، مستعملاً حزاماً من أجل ذلك، بينما يلقي ببقية الرداء على الكتف ويثبِّته بدبوس. وعندما يكون الطقس سيئاً يلبسونه فوق الرأس والكتفين. وعندما ينامون في العراء فإنهم يستعملونه دثاراً.